# 奧地利的約瑟夫·卡爾大公 (匈牙利總督)
奧地利的約瑟夫·卡爾（德語：Joseph Karl Ludwig von Österreich，1833年3月2日—1905年6月13日），匈牙利總督約瑟夫大公之子，神聖羅馬皇帝利奧波德二世的孫子。

## 家庭
1864年，約瑟夫·卡爾和薩克森-科堡-哥達的克洛蒂爾德結婚，兩人共有2子2女：
1. 瑪麗亞·多蘿西亞（英语：Archduchess Maria Dorothea of Austria）（1867年—1932年）
2. 瑪格麗特·克蕾門汀（英语：Archduchess Margarethe Klementine of Austria）（1870年—1955年）
3. 約瑟夫·奧古斯特（英语：Archduke Joseph August of Austria）（1872年—1962年）
4. 拉迪斯勞斯·菲利普（1875年—1895年），早逝